# Wahneta (Florida)
Wahneta es un lugar designado por el censo ubicado en Polk en el estado estadounidense de Florida. En el Censo de 2010 tenía una población de 5.091 habitantes y una densidad poblacional de 866,69 personas por km².

## Geografía
Wahneta se encuentra ubicado en las coordenadas 27°57′30″N 81°43′44″O / 27.95833, -81.72889. Según la Oficina del Censo de los Estados Unidos, Wahneta tiene una superficie total de 5.87 km², de la cual 5.83 km² corresponden a tierra firme y (0.79%) 0.05 km² es agua.

## Demografía
Según el censo de 2010, había 5.091 personas residiendo en Wahneta. La densidad de población era de 866,69 hab./km². De los 5.091 habitantes, Wahneta estaba compuesto por el 65.13% blancos, el 1.14% eran afroamericanos, el 0.88% eran amerindios, el 0.18% eran asiáticos, el 0.06% eran isleños del Pacífico, el 30.19% eran de otras razas y el 2.42% pertenecían a dos o más razas. Del total de la población el 64.7% eran hispanos o latinos de cualquier raza.